# Salustiano Mas Cleries
Salustiano Mas Cleries (Aldaya, 29 de julio de 1892 - Cuart de Poblet, 12 de septiembre de 1955) fue un militar español del Cuerpo de Sanidad, hijo de Salustiano Mas Folgado y de Carmen Cleries Martínez. El 17 de junio de 1913 se graduó como Licenciado en Medicina y Cirugía en la Universidad de Valencia, expendiéndosele el oportuno título con fecha 14 de junio del mismo año.

## Biografía

### Hoja de servicios[1]
En la Caja de Recluta de Valencia n.º 43 desde el 1 de agosto de 1913 hasta el 25 de noviembre del mismo año. En el 2.º Batallón del Regimiento de Isabel la Católica hasta fin de enero de 1914. En el Hospital Militar de la Coruña, hasta fin de marzo de 1914. En el Regimiento de Infantería San Marcial hasta fin de junio de 1917. En el Hospital Militar de Burgos, hasta fin de septiembre de 1917. En la Academia Médico-Militar hasta fin de junio de 1918. En el 2.º Batallón del Regimiento de Infantería de Otumba hasta fin de agosto de 1918. En el Grupo de Fuerzas Regulares Indígenas de Melilla n.º 2, hasta fin de enero de 1920. En la Jefatura de Sanidad Militar de Larache, hasta fin de mayo de 1920. En la Compañía Mixta de Sanidad Militar de Larache, hasta fin de agosto de 1920. En el Grupo de Hospitales Militares de Ceuta, hasta fin de julio de 1921. En el Consultorio Indígena de Reyón, hasta fin de diciembre de 1923. En el 7.º Regimiento de Artillería Ligera, hasta fin de agosto de 1924. En el Regimiento de Infantería de Valencia n.º 23, hasta fin de agosto de 1927. En el Grupo Escuadrones del Regimiento de Cazadores de Alcántara n.º 14 de Caballería, hasta fin de mayo de 1930. Al Regimiento de Infantería de África n.º 68, hasta fin de septiembre de 1930. A la Comandancia de Sanidad Militar de Ceuta, hasta fin de abril de 1932. A la Comandancia de Artillería de Ceuta, hasta fin de marzo de 1936.
En julio de 1936 participó en el Juramento del Llano Amarillo. A la Comandancia de Intendencia de Ceuta, hasta fin de febrero de 1938. En el Hospital Militar de Las Palmas hasta fin de marzo de 1938. En el Hospital Militar de Santa Cruz de Tenerife, hasta fin de septiembre de 1938. En Operaciones del Ejército del Norte, hasta fin de julio de 1938. El 30 de octubre de 1938 se incorporó a la división 54 en Balaguer, tomando parte en todas las operaciones que intervino la División, como Jefe de Sanidad de la misma; participó también en la conquista y toma de Cataluña; en febrero de 1939 se trasladó con la división al Frente de Teruel y de este al de Guadalajara interviniendo en las operaciones de guerra en dicha provincia y en la de Cuenca, permaneciendo en Alcocer. En el Hospital Militar de Ceuta, desde primeros de agosto de 1939, hasta que fue trasladado como director del Hospital Militar a Santa Cruz de Tenerife en 1948.

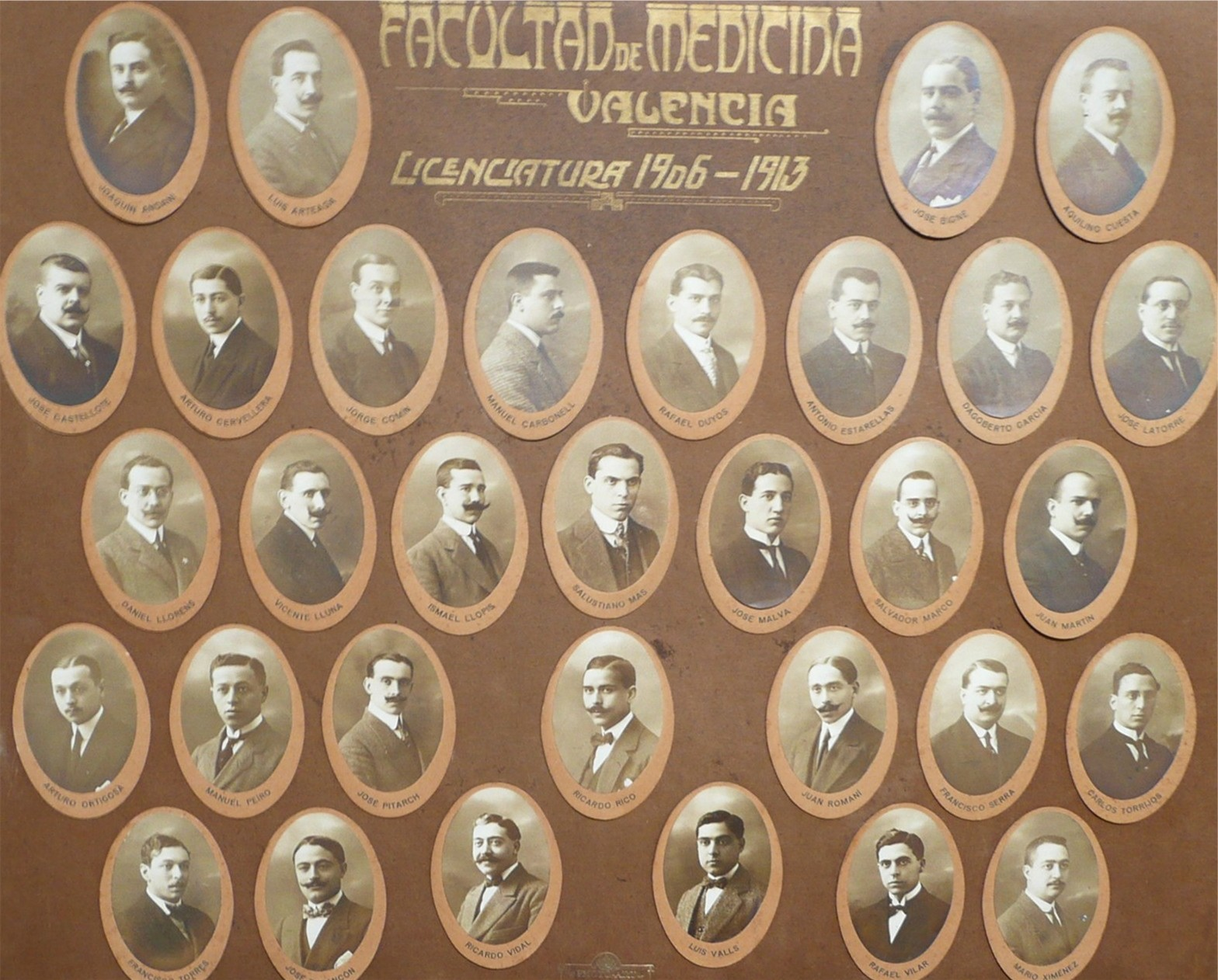
Facultad de Medicina. Valencia (1906-1913)

### Sus últimos años
Pasó luego a Valencia, donde en octubre de 1950, alcanza la plaza de facultativo Especialista de Digestivo del Seguro Obligatorio de Enfermedad.

#### Entrega de la Facultad de Medicina
El 21 de julio de 1952, “La autoridad militar, representada por el doctor Mas Cleries, teniente coronel de Sanidad Militar; el teniente coronel jefe de Transportes Militares; don José Lázaro, comandante de Infantería, y el capitán de Intendencia, don José Abad, hicieron entrega á los doctores don Antonio Llombart, vicedecano de la Facultad de Medicina, y don Rafael Campos, secretario de la misma la totalidad del edificio que, en el Paseo al Mar, ocupaba el Hospital Militar antes de trasladarse al construido con este fin en el término de Cuarte. Al acto de la entrega asistieron también el arquitecto que construyó la nueva facultad, don Alfonso Fungairiño; su ayudante, don Manuel de Llano, y el maestro de obras, D. Miguel Bellver Martínez.”

#### Director del Hospital Militar de su ciudad natal
El 30 de abril de 1953 es designado, ostentando ya el empleo de Coronel Médico de la Escala Activa, para la Dirección del Hospital Militar de la Plaza de Valencia, ubicado junto a Mislata, donde fallecería en septiembre de 1955, siendo enterrado en el Cementerio de Cuart de Poblet.

#### Jefe de Sanidad
Cuando se produjo el óbito era, desde el 4 de febrero de 1955, Jefe de Sanidad de la Tercera Región Militar y de los Servicios del Tercer Cuerpo de Ejército.